# Fredrik Joachim Ekman
Fredrik Joachim Ekman, född 1 september 1798 i Nystad, död 13 mars 1872 i Helsingfors, var en finländsk präst och skriftställare. 
Ekman blev filosofie doktor 1823, var först lärare, men blev präst 1838 och tjänstgjorde i Esbo och Tavastehus, vid finska församlingen i Stockholm och på Runö i Rigabukten 1841–1842. På denna avsides ö samlade han materialet till Beskrifning om Runö i Liffland (1847). Han blev 1848 kaplan i Åbo och utgav 1854 ett arbete om broderns, Robert Wilhelm Ekman, alfreskomålningar i Åbo domkyrka, och 1860–1867 en viktig samling författningar från ecklesiastik- och skolväsendets område i Finland.